# يان بارثس
يان بارثس (بالفرنسية: Yann Barthès)‏، (من مواليد 9 أكتوبر 1974)، هو صحفي فرنسي ومقدم ومنتج تلفزيوني، اشتهر باستضافة البرنامج التلفزيوني لو بوتي جورنال وكوتيديان. درس اللغة الإنجليزية لأول مرة بجامعة سافوي في شامبيري قبل إعادة توجيهه نحو الصحافة من خلال دمج «معهد علوم المعلومات والاتصالات» بين عامي 1995 و1998 بجامعة بوردو مونتين في بوردو. أصبح صحفيًا عام 2002 في برنامج عرض + كلير وهو برنامج أسبوعي يتناول قضايا الإعلام والذي يُذاع بعد ظهر يوم السبت على قناة كنال+.

## وصلات خارجية
- يان بارثس على موقع IMDb (الإنجليزية)
- يان بارثس على موقع ألو سيني (الفرنسية)
- يان بارثس على موقع كينوبويسك (الروسية)